# Быстрый (приток Большой Кимитины)
Быстрый — ручей на полуострове Камчатка в России, протекает по территории Быстринского района Камчатского края. Длина реки — 15 км.
Начинается между горами Копылье и Баранья, входящими в состав Срединного хребта. Течёт в юго-восточном направлении по поросшей берёзовым лесом местности. Впадает в реку Большую Кимитину слева на расстоянии 87 км от её устья.
По данным государственного водного реестра России относится к Анадыро-Колымскому бассейновому округу.
Код водного объекта — 19070000112220000013601.